# Hullo
Hullo – wieś w Estonii, w prowincji Lääne, ośrodek administracyjny gminy Vormsi.